# Nationalreservat Los Flamencos
Das Nationalreservat Los Flamencos (spanisch Reserva nacional Los Flamencos) ist eine Gruppe von Naturreservaten in der Kommune San Pedro de Atacama in Nord-Chile. Es handelt sich um wichtige Landschaften und Biotope in der Atacamawüste, die für einen nachhaltigen Tourismus erschlossen sind und gleichzeitig dem Naturschutz unterliegen.

## Beschreibung
Das seit 1990 bestehende Nationalreservat Los Flamencos ist eines von zahlreichen Naturschutzgebieten, die zum nationalen System der staatlich geschützten Wildflächen (span. Sistema Nacional de Áreas Silvestres Protegidas por el Estado) in Chile gehören und durch die Forstbehörde CONAF verwaltet werden. Die mit Nationalreservat titulierten Gebiete werden definiert als Flächen, in denen es notwendig ist, die natürlichen Ressourcen zu bewahren und mit besonderer Vorsicht zu nutzen.
Das Reservat besteht aus sieben voneinander unabhängigen und räumlich getrennten Zonen mit einer Gesamtfläche von 709 km2, die 3 % des Gemeindegebiets von San Pedro de Atacama ausmachen. Die Kommunalverwaltung entwickelt diese Gebiete zu bevorzugten Touristenzielen in der Kommune, indem sie in Verbesserungen der touristischen Infrastruktur investiert. Die Schutzzonen umfassen regional typische Wüstenlandschaften und Feuchtbiotope mit interessanter Flora und Fauna. Im Reservat wurden 112 verschiedene Arten von Vögeln, Reptilien, Amphibien und Säugetieren gezählt. Bemerkenswert darunter sind die Flamingos (Andenflamingo, James-Flamingo, Chileflamingo), nach denen es benannt ist. Gut sichtbar sind sie die Hauptattraktion des Nationalreservats, das alljährlich von zehntausenden Touristen besucht wird.

### Sektoren des Reservats
| Bild            | Name Sektor (Lagekoordinaten)                                                        | Fläche km2 | Anmerkungen |
| --------------- | ------------------------------------------------------------------------------------ | ---------- | --- |
|                 | Valle de la Luna (22° 55′ S, 68° 19′ W) 2500 m                                       | 54,72      | - trockener Salar mit schönen Salzformationen - Landschaftsdenkmal (Monumento Nacional) |
|                 | Soncor (23° 18′ S, 68° 10′ W) 2300 m                                                 | 50,46      | - Teil eines größeren Ramsar-Feuchtgebiets innerhalb des Salar de Atacama - hypersaline Teiche: Laguna Chaxa, Laguna Puilar, Laguna Barros Negros, Río Burro Muerto - wichtigstes Brutgebiet für Andenflamingos - 60.000 Besucher jährlich |
|                 | Bosque de Tambillo (23° 6′ S, 68° 6′ W) 2350 m                                       | 60,13      | - Tamarugo-Hain bei der Siedlung Tambillo am Rand des Salar de Atacama |
| Bild gesucht BW | Aguas de Quellana (23° 28′ S, 68° 6′ W) 2300 m                                       | 41,38      | - Feuchtgebiet innerhalb des Salar de Atacama mit saisonal stark variierendem Wasserspiegel - Laguna Burro Muerto |
|                 | Salar de Tara – Aguas Calientes I (23° 0′ S, 67° 18′ W) (23° 7′ S, 67° 25′ W) 4300 m | 340,39     | - Ramsar-Feuchtgebiet in einer Andenhochebene - Salar de Tara - Salar de Aguas Calientes I |
|                 | Salar de Pujsa (23° 11′ S, 67° 32′ W) 4530 m                                         | 57,03      | - Salar de Pujsa - ist Teil eines größeren Ramsar-Schutzgebietes |
|                 | Miscanti – Miñiques (23° 44′ S, 67° 46′ W) 4100 m                                    | 109,14     | zwei Salzseen: - Laguna Miscanti - Laguna Miñiques |

### Tiere im Reservat
- Zugvögel:[5]
  - Andenflamingo (Phoenicoparrus andinus)
  - James-Flamingo (Phoenicoparrus jamesi)
  - Chileflamingo (Phoenicopterus chilensis)
  - Wanderfalke (Falco peregrinus)
  - Großer Gelbschenkel (Tringa melanoleuca)
  - Kleiner Gelbschenkel (Tringa flavipes)
  - Bairdstrandläufer (Calidris bairdii)
  - Graubrust-Strandläufer (Calidris melanotos)
  - Wilson-Wassertreter (Phalaropus tricolor)
  - Rauchschwalbe (Hirundo rustica)

### Pflanzen im Reservat
- Pflanzen:[5]
  - Fabiana bryoides – Parastrephia quadrangularis
  - Deyeuxia crispa – Mulinum crassifolium
  - Stipa frigida
  - Fabiana bryoides und Adesmia speciosa
  - Atriplex atacamensis – Pluchea absinthioides
  - Oxychloe andina
  - Prosopis tamarugo